# Aleksanterinkatu (Tampere)
Pour les articles homonymes, voir Aleksanterinkatu.
Aleksanterinkatu, est une rue du quartier de Kyttälä à Tampere en Finlande.

## Présentation
Orientée nord-sud Aleksanterinkatu est l'une des rues transversales de Hämeenkatu, la rue principale de Tampere. 
Au sud, elle croise la route d'Hatanpää sur la place Sorin aukio et se termine au nord à Jussinkylä, près de la cathédrale.

## Galerie

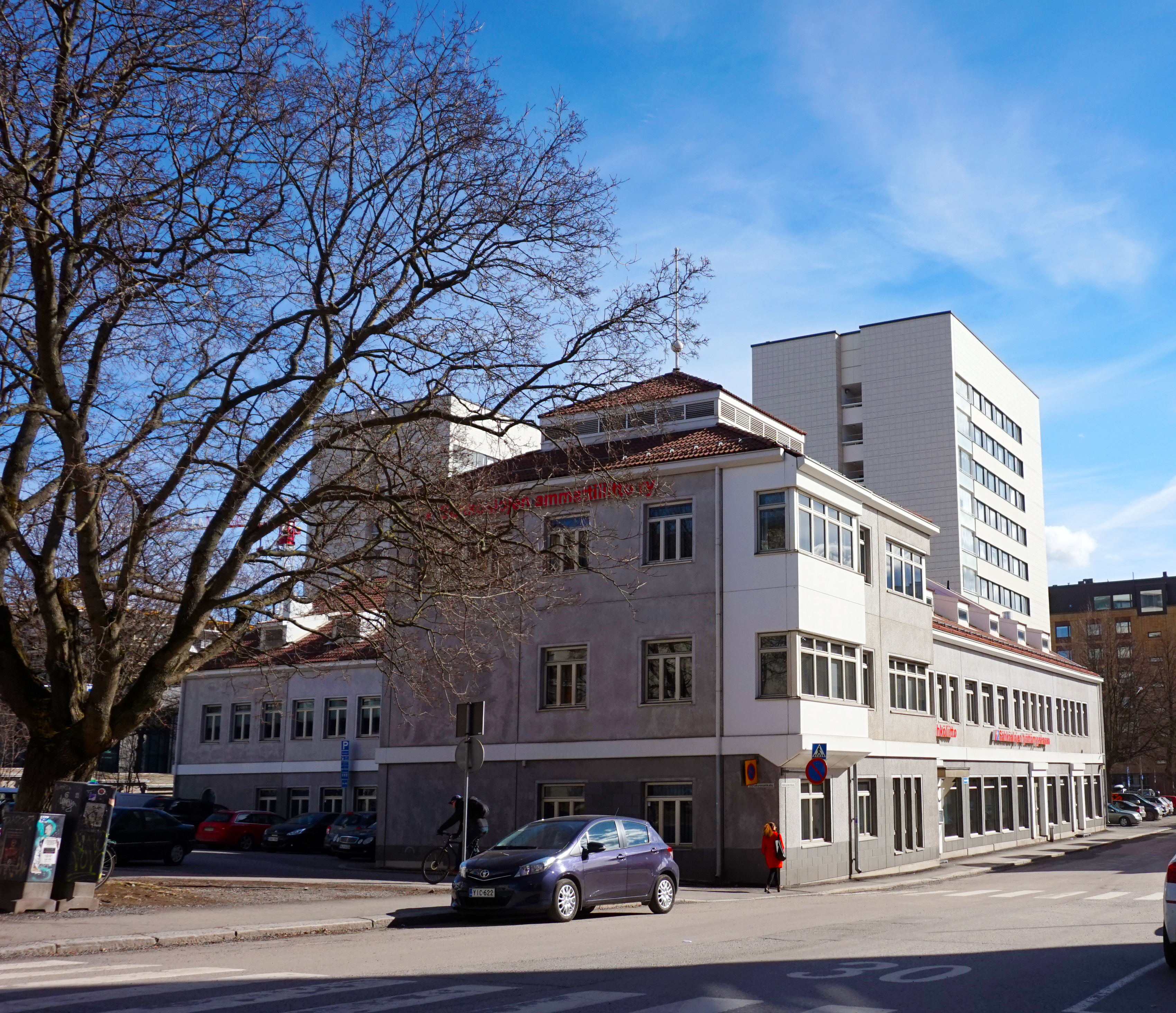
Aleksanterinkatu 15.
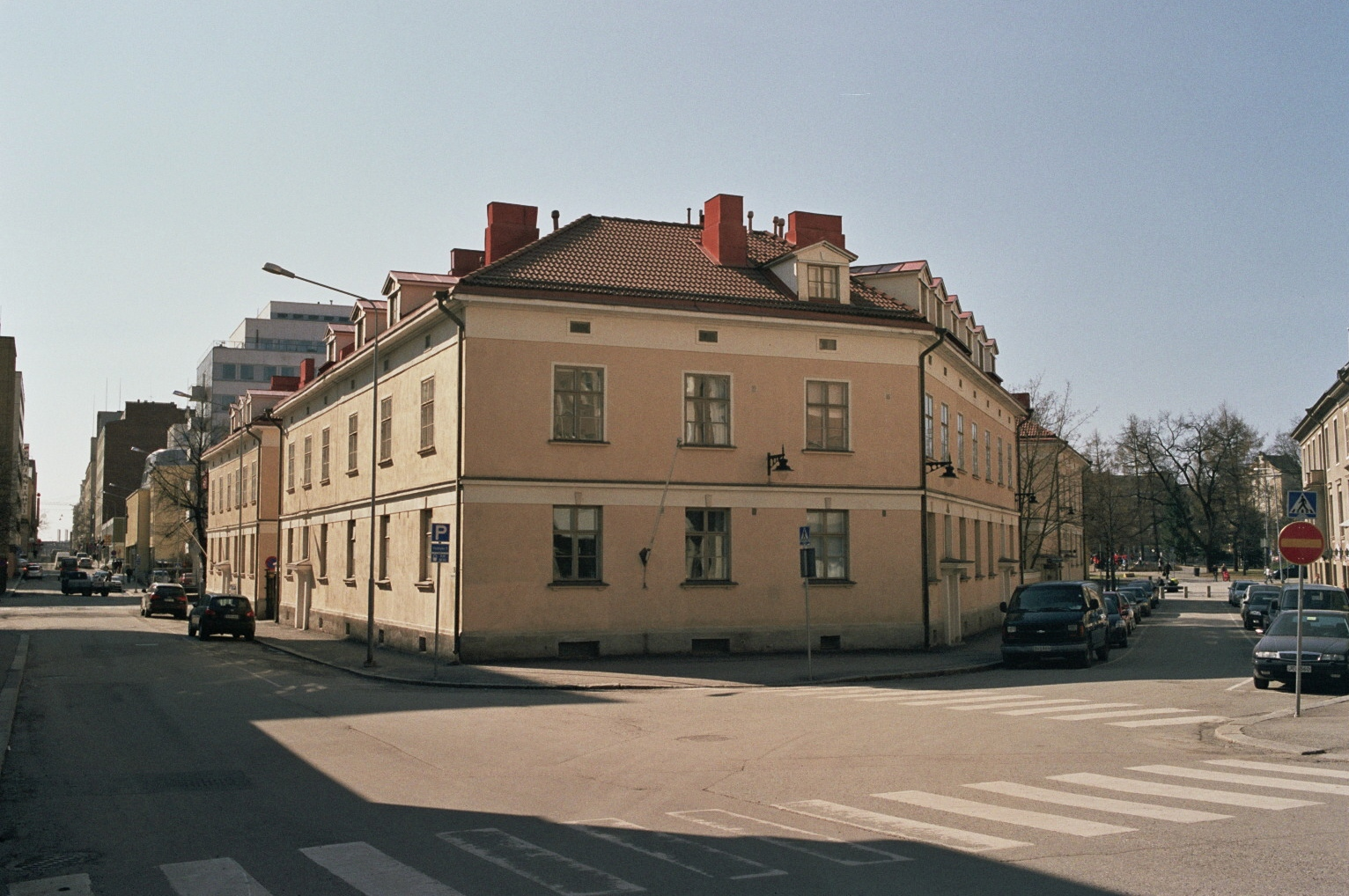
Coin d'Aleksanterinkatu et d'Ojakatu.
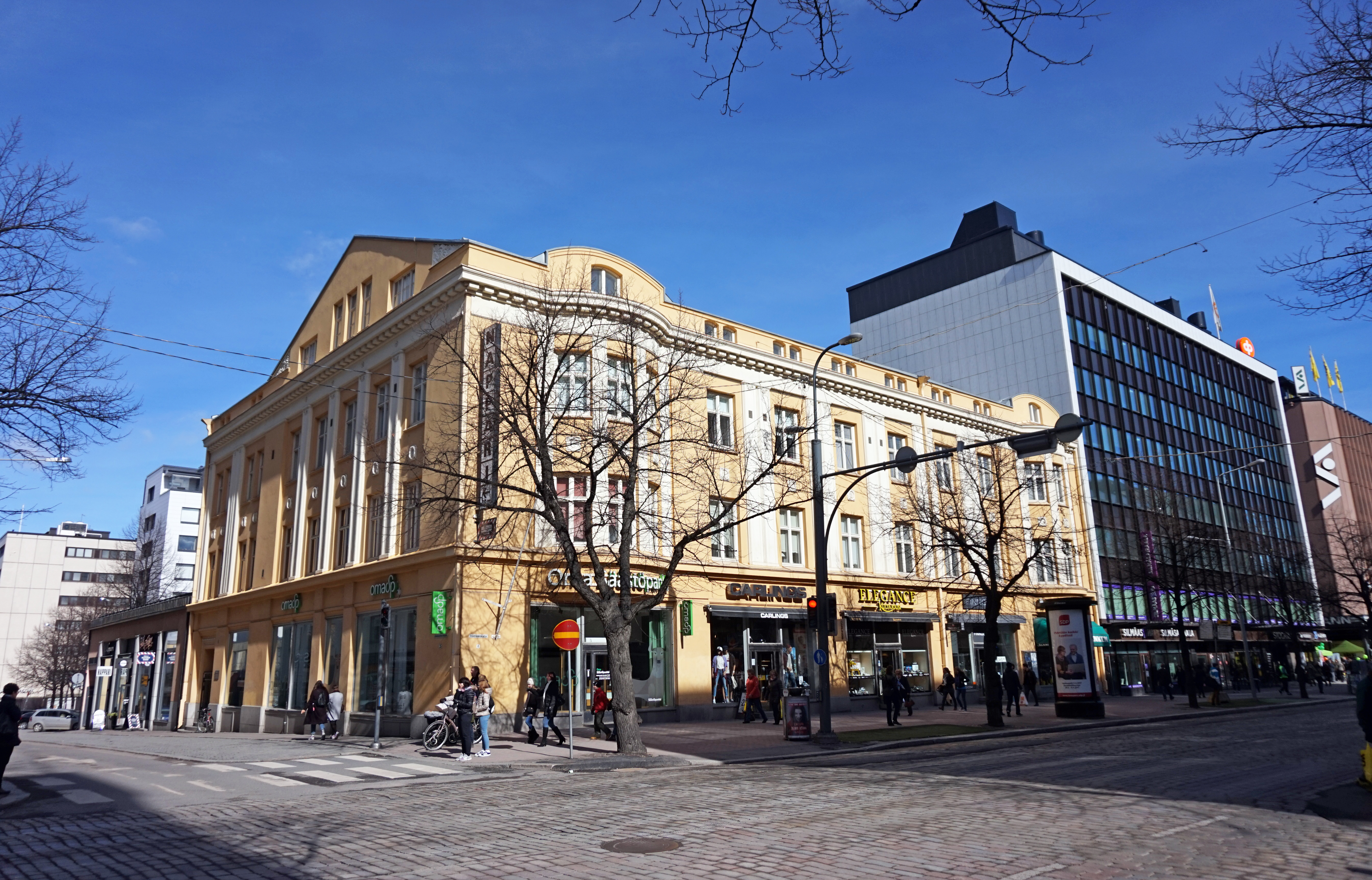
Coin d'Hämeenkatu et d'Aleksanterinkatu.